# 16103 Лорсоломон
16103 Лорсоломон (16103 Lorsolomon) — астероїд головного поясу, відкритий 5 листопада 1999 року.
Тіссеранів параметр щодо Юпітера — 3,504.